# Saksi
Saksi é um telejornal filipino exibida pela GMA Network desde 2 de outubro de 1995. O programa é o telejornal mais antigo da rede.

## Apresentadores

### Atual
- Arnold Clavio (desde 2004)
- Pia Arcangel (desde 2014)
- Mikael Daez (desde 2013, âncora do segmento Midnight Express)

### Antigo
- Mike Enriquez (1995–1998, 1999–2004)
- Karen Davila (1995–1998; agora com ABS-CBN)
- Mel Tiangco (1996–1999)
- Winnie Monsod (1996–1999, âncora do segmento Mareng Winnie)
- Jay Sonza (1998–1999)
- Luchi Cruz-Valdes (1995-1996, substituto de Davila; 1996-1998, substituto de Davila ou Tiangco; 1998-1999, como uma âncora; 1999–2002, substituto de Morales; agora com 5)
- Lyn Ching-Pascual (1996–1999, âncora do segmento S na S: Showbiz na Saksi)
- Kara David (1996–1999)
- Jessica Soho (1996–1999)
- Rey Pacheco (1996–1999, meteorologista)
- Vicky Morales (1999–2014)